# خانقين
خانقين (بالكردية: خانەقین، Xaneqîn) مدينة تقع ضمن محافظة ديالى في العراق بالقرب من الحدود مع إيران، بلغ عدد سكّانها حوالي 350,000 ألف نسمة لعام 2024، أغلبهم كرد خاصة الناطقين بالكلهورية. ويعتبر قضاء خانقين ثاني أكبر منطقة نفطية في شمال العراق بعد مدينة كركوك ذات الحقل النفطي الحدودي المشترك مع إيران، مدينة خانقين كانت تحوي في السابق على مصفى الوند ذي الطاقة الإنتاجية التي تُقدّر بـ 12000 برميل يوميًّا. والآن فقد توقف عن الإنتاج منذ عقود ونُقلت معظم أجزائه القديمة بعيدًا، ولم يُعد يعمل في الوقت الحالي، اي انتاجه صفر.
يقسم نهر الوند مدينة خانقين إلى قسمين ونهر الوند يلعب دورا كبيرا في تطور الزراعة في المنطقة، ويعتبر أهالي خانقين نهر الوند من الرموز الخالدة والمهمة لمدينتهم، حيث يرجع تسمية النهر باسم الوند إلى القائد التركماني (الوند ميرزا أوغلو) وهو من أحفاد السلطان حسن الطويل أوزون وهو سلطان دولة آق قونيلو التركمانية ( المغولية)، الذي قُتل في إحدى المعارك التي قادها بنفسه على ضفاف النهر ليُسمّى النهر بعد ذلك تيمناً باسمه بنهر الوند.
ترتوي مدينة خانقين من نهر " الوند" وبجسر حجري، شيّد على أطلال جسر قديم ذكره ياقوت الحموي في معجم البلدان بأنها قنطرة عظيمة، تزخر بالآثار القديمة وتلال تاريخية منها، أوج تبه، ونقبت بعثة جامعة شيكاغو الأمريكية هذه التلال عام 1976 في حملة المسح التاريخي في خانقين وقد عثروا على وجود أدلّومباني وكتابات قديمة ومعابد تعود إلى العصور الميدية الآشورية وفي عام 1978 وضعت البعثة الأمريكية تقريرها عن اكتشافاتهم التي تم وصفها بمدينة خانقين القديمة والتي تضم شوارع ومباني عمرانية ونظم اجتماعية.
ولقد ورد ذكر اسم خانقين قبل ظهور الإسلام لإنها منطقة تمتاز بموقعها التجاري والعسكري ومن المناطق المهمة التابعة للدولة الساسانية التي حكمت العراق وهناك رواية غير مؤكدة تقول إن ملك المناذرة النعمان بن المنذر الذي كان حليف دولة ساسان قد أُعدم في منطقة خانقين بعد الخلاف الذي دبًّ بينه وبين الملك كسرى قبل ظهور وانتشار الدين الإسلامي.
ومدينة خانقين يسكنها خليط من القبائل الكردية و العربية والتركمانية، ومعظم عوائلها متآخية مع البعض عبر السنين، وهي من المدن القليلة التي يتكلم أهاليها اللغات الثلاثة  اللغة الكردية،(اللغة العربية والتركمانية)، وجميع هذه اللغات معروفة عند أهالي المنطقة بلغة الثلاث موجات، لكن الأكثرية من السكان يتكلمون اللغة الكردية بلهجاتها الكلهورية لهجة كردية گورانية. وغالبية التركمان والعرب من أهالي خانقين يجيدون اللغة الكردية بصورة جيدة والأكثرية من الأكراد يجيدون اللغة العربية وقسم منهم يتحدثون اللغة التركمانية أيضا.وتعرضت المنطقه في سبعينيات القرن الماضي لحملة تعريب وتغيير ديموغرافي واسعه قادها نظام البعث آنذاك كما حصل مع مدينة كركوك راح ضحيتها الآلآف.
ومن العشائر الكردية الساكنة في خانقين: عشيرة الزهاوي والجاف و الباجلان، وعشيرة الدلو، وطالباني، وعشيرة الداوودي وأركوازي، وهموند، والسورميري، وجمور، وزنكنة، ويارسانيةو كاكيه، وقره لوسي، و الملكشاهية وگوركوش , كلهر، وعشيرة الك، وعشيرة  زەرگوش وغيرها.
يتألف قضاء خانقين من خمسة نواحي
١-ناحية مركز خانقين غالبية كردية مع أقلية عربية وتركمانية.
٢-ناحية جلولاء خليط من الكرد والعرب.
٣-ناحية السعدية أغلبية كردية مع وجود تركماني وأقلية عربية.
٤-ناحية ميدان جميع سكانها من الكرد.
٥-ناحية قورة تو جميع سكانها من الكرد.

## السكان
غالبية سكان البلدة هم من الكرد. يعيش في البلدة عدد كبير من التركمان والعشائر العربية القديمة السكن. ومع وجود للعرب لا يزال فيها عوائل متبقية من سياسة التعريب للنظام البعثي. كانت خانقين خاضعة لسياسة التعريب في العراق إبان حكم حزب البعث، لكن انعكس ذلك بشكل كبير منذ غزو العراق عام 2003.

## أحياء مدينة خانقين
| اسم المحلة         | مساحتها كيلومتراُ | سكانها سنة 2009 |
| آغا وخليفة         | 0.23             | 653             |
| جلوة               | 0.08             | 589             |
| عبد الله بيك       |                  | 1460            |
| تيلخانة            | 0.16             | 754             |
| باشا كوبري         | 0.07             | 1145            |
| المزرعة            | 0.3              | 3325            |
| أسبارطة            | 0.17             | 274             |
| الحميدية           | 0.18             | 1494            |
| تولة فروش الأولى   | 0.5              | 2000            |
| تولة فروش الثاني   | 0.35             | 2408            |
| حي العمال          | 0.3              | 2445            |
| حي المعلمين        | 0.4              | 463             |
| المحطة             | 0.2              | 805             |
| حي زركاري الأولى   | 0.4              | 2094            |
| حي زركاري الثاني   | 0.8              | 2866            |
| آزادي بان          | 0.09             | 1314            |
| آزادي خوار         | 0.3              | 652             |
| درو                | 0.09             | 359             |
| شهيدان             | 0.22             | 665             |
| أوبارة شمعة الماء  | 0.65             | 1215            |
| خبات (حي الشرطة)   | 0.65             | 1550            |
| يكيتي (خلف الملعب) | 0.45             | 337             |
| دارة كونارة        | 0.25             | 1550            |
| أركوازي            | 0.37             | 1984            |
| إمام عباس          | 1.95             | 2294            |
| ملك شاه الأولى     | 0.71             | 1185            |
| ملك شاه الثانية    | 0.72             | 889             |
| كاريز بان          | 0.4              | 730             |

## السياحة

جسر الوند الأثري في خانقين

تم بناء الفندق السياحي على طريق مصفى نفط الوند في نهاية عقد السبعينيات من القرن الماضي، وهناك مناطق سياحية جديدة قريبة من المدينة مثل (كلات) والكورنيش على ضفاف نهر الوند داخل المدينة. وهناك أماكن سياحية قابلة للتطوير مثل (سرتك، وكومه بحري) في منطقة حاجيلر شمال خانقين.

## دور العبادة
تحتوي المدينة على دور عبادة قديمة ومتنوّعة حيث تجد فيها الجوامع والحسينيّات والمراقد والأضرحة والمساجد والكنائس والمعابد القديمة لكل من المسلمين والمسيحيين والأرمن واليهود في خانقين ومنها:
- جامع الخليفة نعمة الله
- جامع مصطفى بك.
- جامع عمر أبي حفصة.
- حسينية خانقين الكبيرة.
- جامع وتكية الشيخ فتاح.
- جامع مجيد بك.

## التربية والتعليم
مدينة خانقين تحتوي على الكثير من المدارس ابتداء من عهد الدولة العثمانية والعهد الملكي والجمهوري، حيث شهدت المدينة ظهور طبقة مثقّفة من المعلمين المعروفين لم تنساها ذاكرة المدينة وأبنائها أمثال الأستاذ عزيز بشتيوان، والمشرف التربوي الأستاذ عزت نوري، وجاويد سعيد، وعبد الله قرداغي، ومحمود الزهاوي، وعدنان المزين، ورحيم غيدان ومجيد سيد كريم الملقب ب مجيد غاندي والسيد أمين مكتبة خانقين الأستاذ إبراهيم الحاج حيدر، الذي كان في خدمة شباب وأبناء خانقين لسنين عدّة حتى تم نفيه إلى إيران بحجة أنه من أصول إيرانية، وملّا عثمان، وإسماعيل وكمال أدهم وماموستا عمر الطالباني ويحيى بهرام. وأخيرا الأستاذ محمد نوري فرج الزهاوي وهو من خيرة أساتذة اللغة العربية والذي تم نقله خارج خانقين.
فكانت خانقين ولا تزال مدينة المعلمين حيث كان التعليم قبل غزو العراق 2003 باللغة العربية فقط.
وبعد عام 2003 استحدثت مديرية تربية في قضاء خانقين .
وأشرفت مديرية التربية على تحويل التعليم في معظم مدارس خانقين من التعليم باللغة العربية إلى التعليم باللغة الكردية وأصبح التركمان من المغيبين في المدينة ومع بقاء عدد من المدارس تدرس فيها اللغة العربية في المدينة.

## مصفى الوند

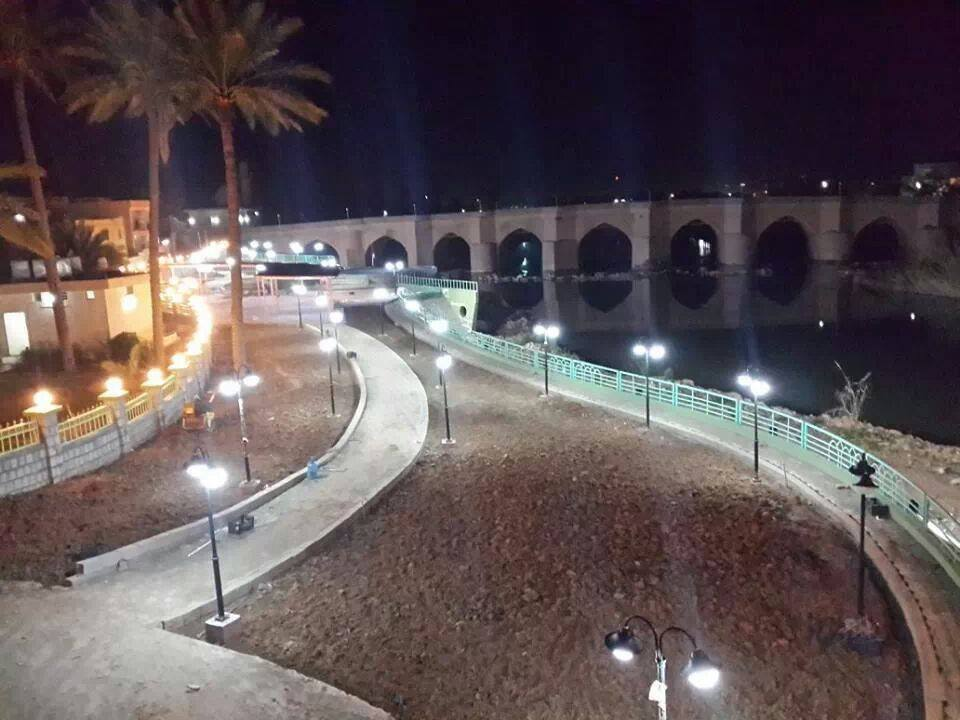
مدينة خانقين ليلاً

يقع مصفى الوند بالقرب من قرية بانميل التابعة لمدينة خانقين وهو أقدم مصفى نفط في العراق أُنشئ في عام 1931م، وبلغت طاقته الإنتاجية وقتها بحدود 12 ألف برميل يوميا.

## كليات ومعاهد
إن إحدى المعالم الدالّة على تحضّر المدن وعلو درجة ثقافتها هو تأسيس الكليات والجامعات فيها ولأول مرة في تاريخ مدينة خانقين تم افتتاح كلية الآداب في المدينة سنة 2004م، وتشمل الأقسام التالية: (قسم اللغة الإنكليزية وقسم اللغة الكردية، وقسم الفلسفة وقسم التاريخ وقسم الجغرافية) وتم افتتاح كلية التربية الرياضية سنة 2008م.
كما يوجد في خانقين معهد للفنون الجميلة وكلية للحاسبات.

## الديانات والمذاهب
يدين أغلب أهالي خانقين بالدين الإسلامي، كما يوجد أقلية من الديانة المسيحية والكاكائية، وتخرّج من جوامع ومدارس خانقين الدينية الكثير من علماء الدين المسلمين، ومنهم الشيخ العلامة رشيد حسن الكردي.
وتوجد في خانقين أقلية من التركمان حيث ارتبطت مدينة خانقين بكافة الدول والإمارات التركمانية التي حكمت المنطقة ولأكثر من تسعة قرون حتى زوال الدولة العثمانية مع بداية القرن الماضي، وأن أول تواجد كثيف للتركمان في المدينة يرجعه بعض المؤرخين إلى أيام إمارة قبجاق التركمانية التي حكمت المنطقة مع بداية القرن السادس الهجري ولأكثر من مائتي عام.

## المعالم التاريخية
يوجد في مدينة خانقين مجموعة من المعالم التاريخية التي يعتز بها أهل خانقين ومنها جامع خانقين الكبير في منطقة آسكي خان، حوش كوري في ناحية الميدان وجسر الوند الاثري على نهر الوند وكذلك كنيسة البشارة في محلة باشا كوبري وفيها أيضا معبد لليهود، والشجرة الغريبة العجيبة (دارة كونارة).